# シグルフィヨルズル
シグルフィヨルズル（アイスランド語: Siglufjörður）は、アイスランド北部の港町。